# 奧赫里德的聖克萊蒙特教堂

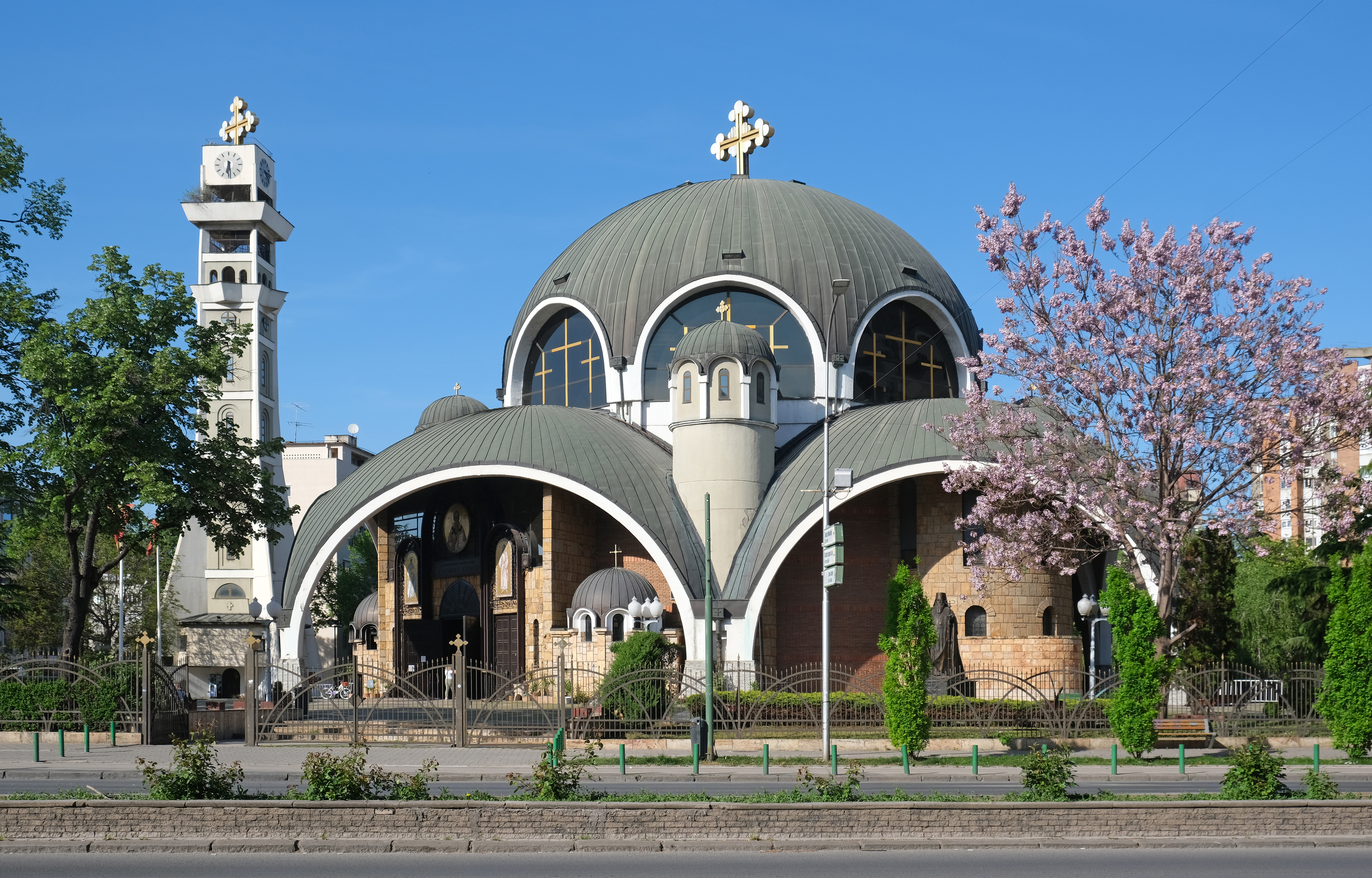
奧赫里德的聖克萊蒙特教堂

奧赫里德的聖克萊蒙特教堂是位於北馬其頓首都斯科普里的一座教堂。奧赫里德的聖克萊蒙特教堂是馬其頓東正教最大的教堂。

## 外部連結
- 360 Panorama of the church （页面存档备份，存于）

41°59′55″N 21°25′35″E / 41.99861°N 21.42639°E